# Leichtathletik-Weltmeisterschaften 2013/400 m der Frauen

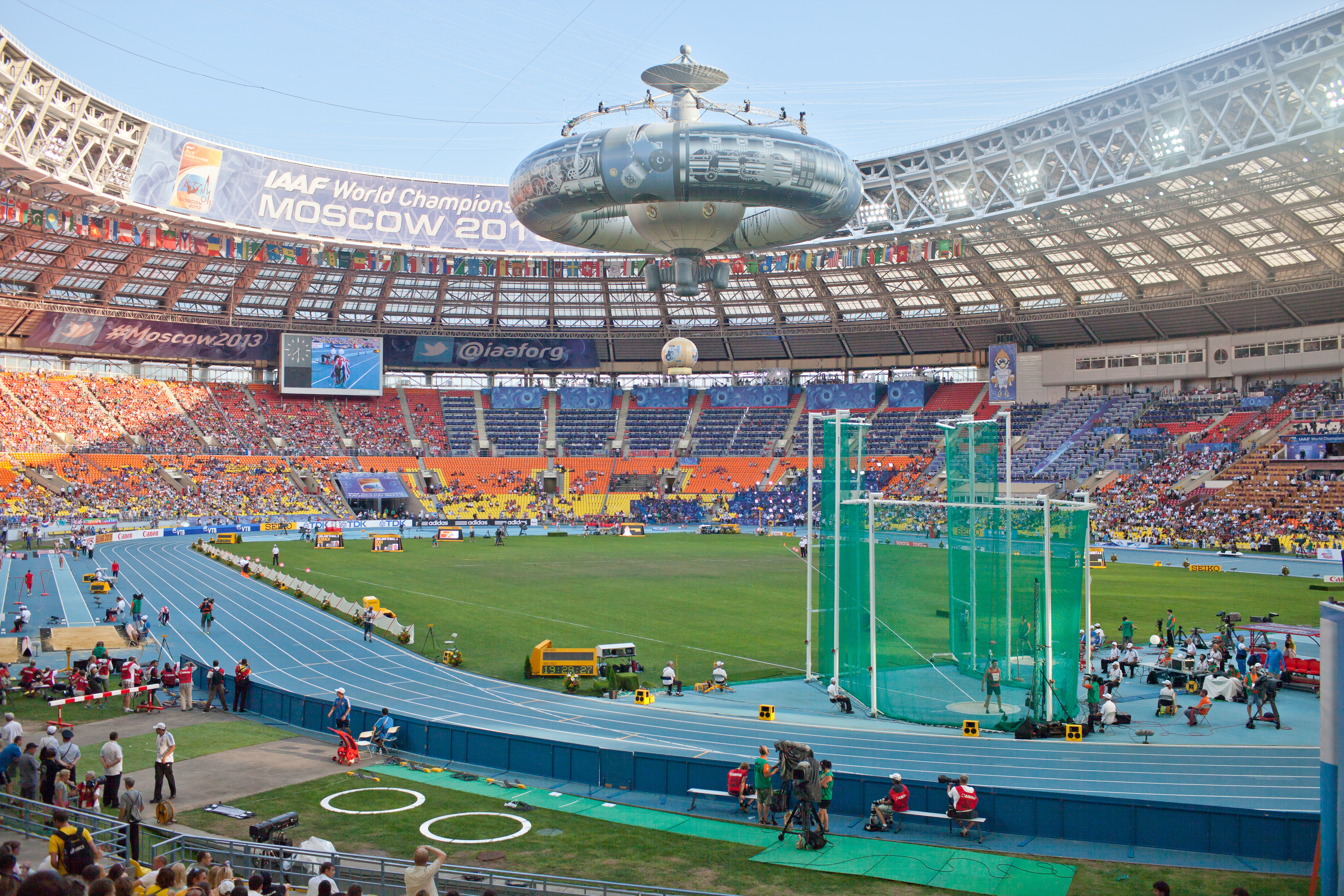
Das Olympiastadion Luschniki während der Weltmeisterschaften

Der 400-Meter-Lauf der Frauen bei den Leichtathletik-Weltmeisterschaften 2013 wurde vom 10. bis 12. August 2013 im Olympiastadion Luschniki der russischen Hauptstadt Moskau ausgetragen.
Es siegte die britische Olympiasiegerin von 2008, Olympiazweite von 2012 und Weltmeisterin von 2007 Christine Ohuruogu. Sie hatte außerdem mit 4-mal-400-Meter-Staffeln ihres Landes zweimal WM-Bronze (2005/2007) gewonnen, was ihr hier in Moskau am Schlusstag auch wieder gelang.

Vizeweltmeisterin wurde die Titelverteidigerin, dreifache Afrikameisterin (2008/2010/2012) und Vizeafrikameisterin von 2006 Amantle Montsho aus Botswana.

Bronze ging an die Jamaikanerin Stephenie Ann McPherson.
Die zweitplatzierte Amantle Montsho hatte den minimalen Rückstand von vier Tausendstelsekunden auf Weltmeisterin Christine Ohuruogu. Die offiziellen auf Hundertstelsekunden gemessenen Zeiten beider Läuferinnen waren mit 49,41 s identisch. Ohuruogu hatte damit einen neuen britischen Landesrekord aufgestellt.

## Bestehende Rekorde
| Weltrekord | 47,60 s | Marita Koch           | Canberra, Australien          | 6. Oktober 1985 |
| WM-Rekord  | 47,99 s | Jarmila Kratochvílová | WM 1983 in Helsinki, Finnland | 10. August 1983 |

Der seit den ersten Weltmeisterschaften 1983 bestehende WM-Rekord geriet auch hier in Moskau nicht in Gefahr.
Es wurde ein Landesrekord aufgestellt.
- 49,41 s – Christine Ohuruogu (Großbritannien), Finale am 12. August

## Doping
Antonina Kriwoschapka (Russland) wurde ihre Bronzemedaille aberkannt, nachdem sie gemeinsam mit vier weiteren betroffenen Sportlern ihren Dopingverstoß zugegeben hatte. Auch ihre mit der 4-mal-400-Meter-Staffel erlaufene Goldmedaille musste sie zurückgeben. Außerdem wurde sie mit einer zweijährigen Sperre belegt.
Leidtragende waren hier insgesamt drei Athletinnen im Finale, im Halbfinale und in der Vorrunde. Auf der Grundlage der erzielten Resultate waren dies:
- Stephenie Ann McPherson, Jamaika – Ihr wurde ihre Bronzemedaille erst lange nach diesen Weltmeisterschaften zuerkannt.
- Libania Grenot, Italien – Sie hatte sich im zweiten Halbfinalrennen über die Zeitregel eigentlich für das Finale qualifiziert.
- Moa Hjelmer, Schweden – Ihr wurde die Teilnahme am Halbfinale verwehrt, für das sie sich im vierten Vorlauf über die Zeitregel eigentlich qualifiziert hatte.

## Vorrunde
Die Vorrunde wurde in fünf Läufen durchgeführt. Die ersten vier Athletinnen pro Lauf – hellblau unterlegt – sowie die darüber hinaus vier zeitschnellsten Läuferinnen – hellgrün unterlegt – qualifizierten sich für das Halbfinale.

### Vorlauf 1
10. August 2013, 18:05 Uhr
| Platz | Name                  | Nation                         | Zeit (s)                            |
| ----- | --------------------- | ------------------------------ | ----------------------------------- |
| 1     | Ashley Spencer        | USA                            | 51,48                               |
| 2     | Kineke Alexander      | St. Vincent und die Grenadinen | 51,62                               |
| 3     | Omolara Omotoso       | Nigeria                        | 51,98                               |
| 4     | Agnė Šerkšnienė       | Litauen                        | 52,28                               |
| 5     | Olesea Cojuhari       | Moldau                         | 52,45                               |
| 6     | Kadecia Baird         | Guyana                         | 53,73                               |
| DOP   | Antonina Kriwoschapka | Russland                       | 51,27 für das Halbfinale zugelassen |

### Vorlauf 2
10. August 2013, 18:13 Uhr
| Platz | Name               | Nation         | Zeit (s)                                         |
| ----- | ------------------ | -------------- | ------------------------------------------------ |
| 1     | Christine Ohuruogu | Großbritannien | 50,20                                            |
| 2     | Natasha Hastings   | USA            | 50,64                                            |
| 3     | Marie Gayot        | Frankreich     | 51,83                                            |
| 4     | Amy Mbacké Thiam   | Senegal        | 52,24                                            |
| 5     | Moa Hjelmer        | Schweden       | 52,39 eigentlich für das Halbfinale qualifiziert |
| 6     | Joelma Sousa       | Brasilien      | 53,01                                            |
| 7     | Gretta Taslakian   | Libanon        | 54,56                                            |
| 8     | Phumlile Ndzinisa  | Swasiland      | 56,35                                            |

Im zweiten Vorlauf ausgeschiedene Läuferinnen:

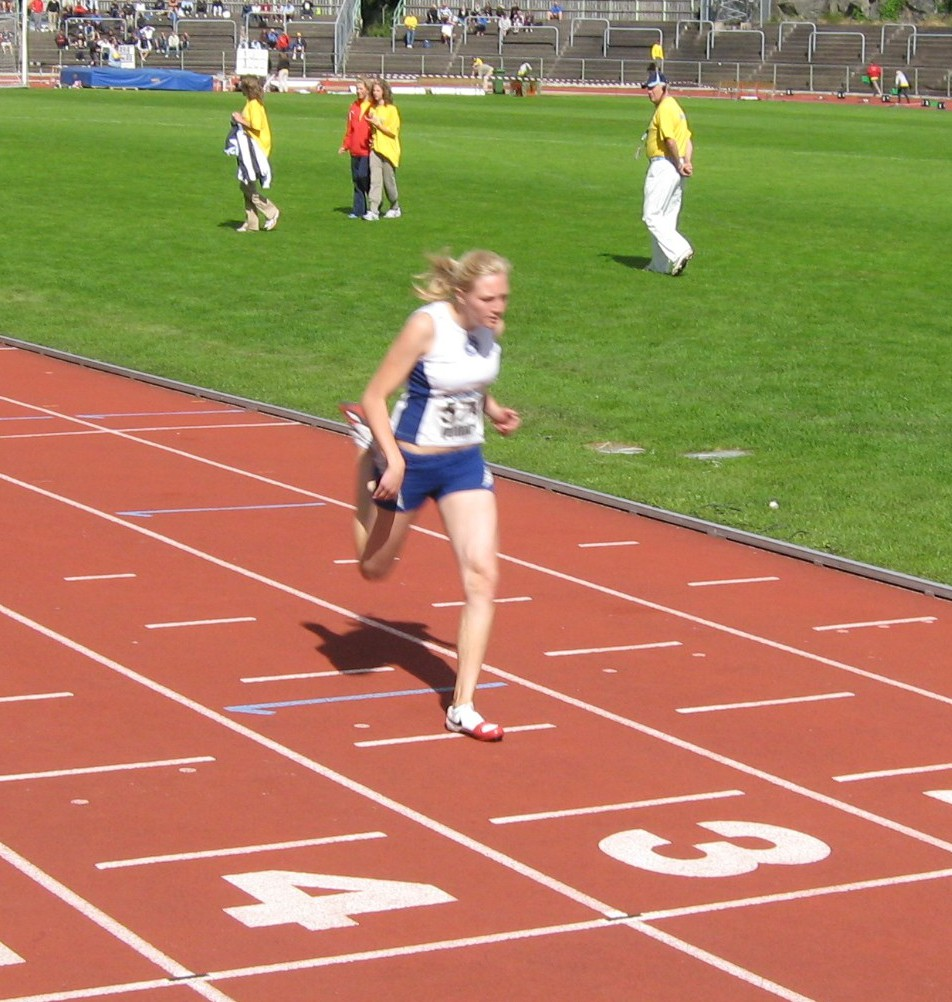
Moa Hjelmer wurde die Halbfinalteilnahme durch eine vor ihr liegende gedopte Läuferin vorenthalten
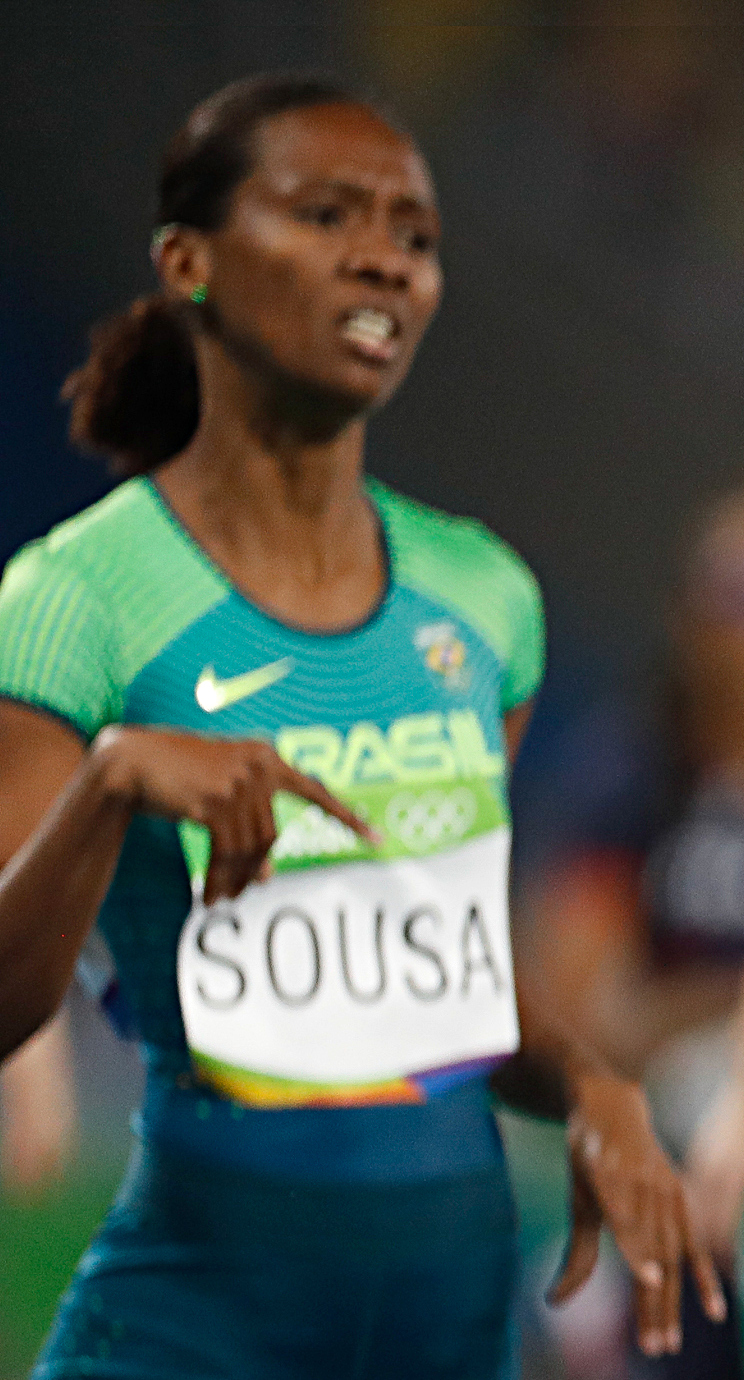
Joelma Sousa Rang sechs in 53,01 s
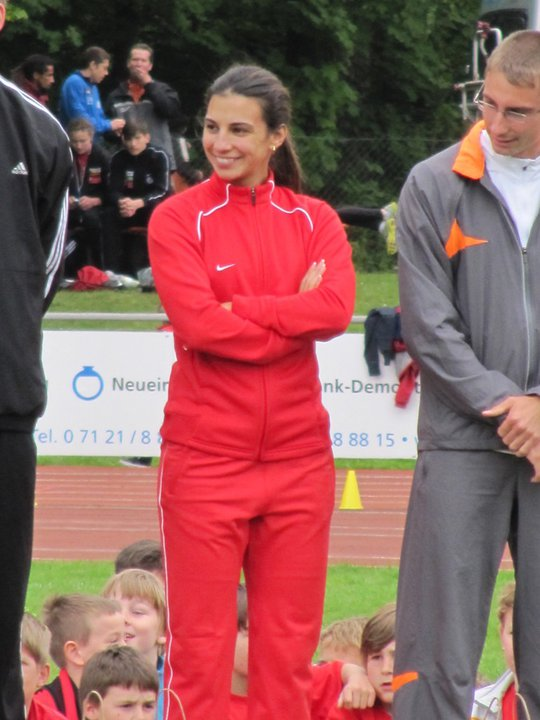
Gretta Taslakian Rang sieben in 54,56 s

### Vorlauf 3
10. August 2013, 18:21 Uhr
| Platz | Name                    | Nation              | Zeit (s) |
| ----- | ----------------------- | ------------------- | -------- |
| 1     | Francena McCorory       | USA                 | 50,56    |
| 2     | Stephenie Ann McPherson | Jamaika             | 50,98    |
| 3     | Libania Grenot          | Italien             | 51,43    |
| 4     | Floria Gueï             | Frankreich          | 51,75    |
| 5     | Alicia Brown            | Kanada              | 53,26    |
| 6     | Zhao Yanmin             | Volksrepublik China | 54,03    |
| 7     | Sade Sealy              | Barbados            | 55,45    |

### Vorlauf 4
10. August 2013, 18:29 Uhr
| Platz | Name                   | Nation      | Zeit (s) |
| ----- | ---------------------- | ----------- | -------- |
| 1     | Xenija Ryschowa        | Russland    | 50,69    |
| 2     | Novlene Williams-Mills | Jamaika     | 50,83    |
| 3     | Natalija Pyhyda        | Ukraine     | 51,17    |
| 4     | Bianca Răzor           | Rumänien    | 51,51    |
| 5     | Tjipekapora Herunga    | Namibia     | 52,01    |
| 6     | Chiara Bazzoni         | Italien     | 52,14    |
| 7     | Esther Cremer          | Deutschland | 52,17    |

### Vorlauf 5

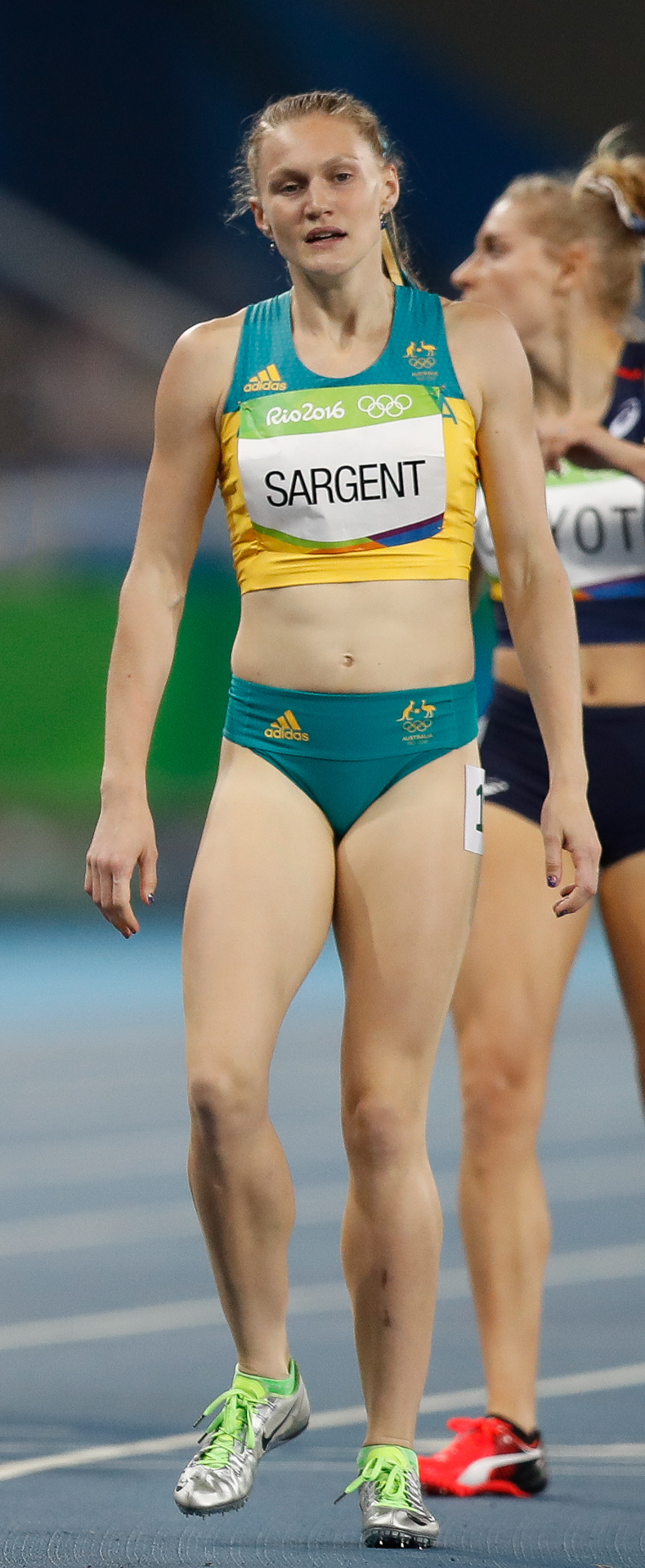
Caitlin Sargent – ausgeschieden als Sechste in 52,63 s

10. August 2013, 18:37 Uhr
| Platz | Name                  | Nation     | Zeit (s)                         |
| ----- | --------------------- | ---------- | -------------------------------- |
| 1     | Amantle Montsho       | Botswana   | 50,75                            |
| 2     | Regina George         | Nigeria    | 51,01                            |
| 3     | Patricia Hall         | Jamaika    | 52,20                            |
| 4     | Aauri Bokesa          | Spanien    | 52,44                            |
| 5     | Jennifer Carey        | Irland     | 52,62                            |
| 6     | Caitlin Sargent       | Australien | 52,63                            |
| DSQ   | Maureen Jelagat Maiyo | Kenia      | IAAF Rule 163.3 – Bahnübertreten |

## Halbfinale
6. August 2013, 17:35 Uhr
Aus den drei Halbfinalläufen qualifizierten sich die jeweils ersten beiden Athletinnen – hellblau unterlegt – sowie die darüber hinaus zwei zeitschnellsten Läuferinnen – hellgrün unterlegt – für das Finale.

### Halbfinallauf 1

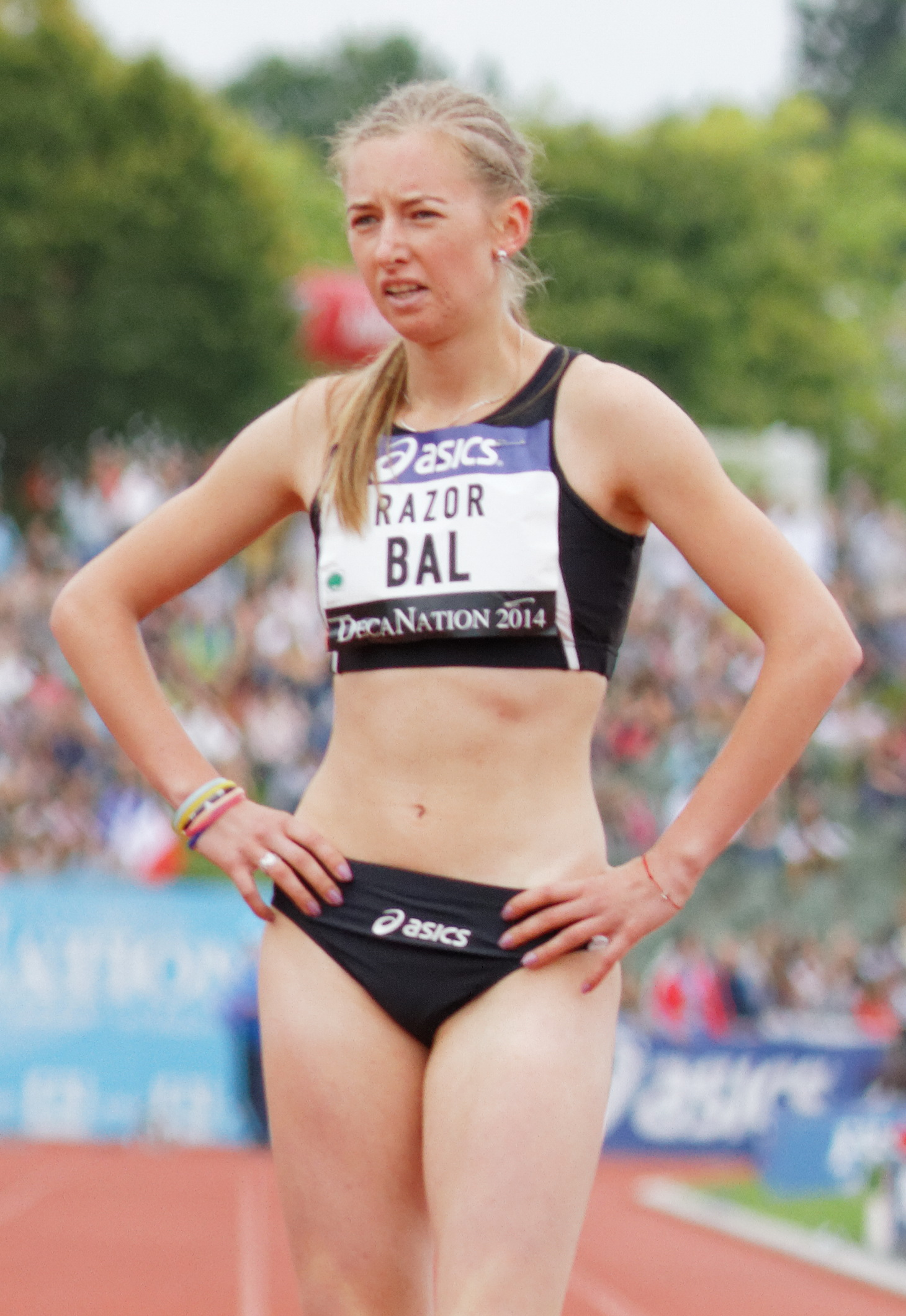
Bianca Răzor – ausgeschieden als Vierte in 51,49 s
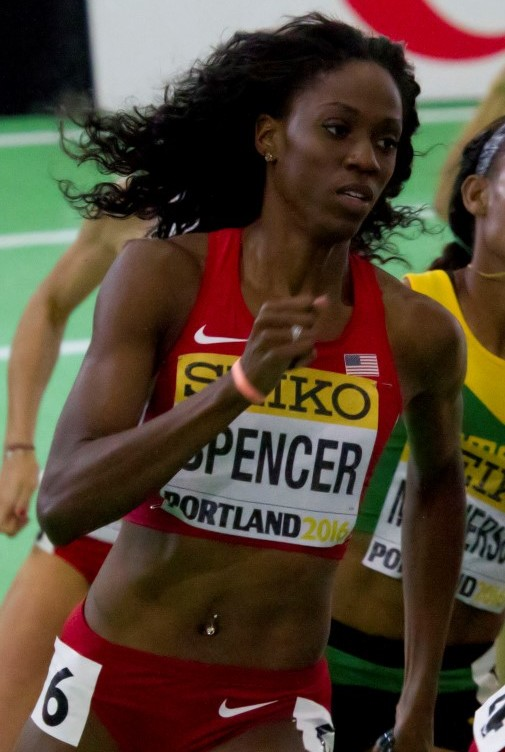
Ashley Spencer – ausgeschieden als Fünfte in 5,81 s

11. August 2013, 20:05 Uhr
| Platz | Name                | Nation   | Zeit (s) |
| ----- | ------------------- | -------- | -------- |
| 1     | Amantle Montsho     | Botswana | 49,56    |
| 2     | Xenija Ryschowa     | Russland | 50,58    |
| 3     | Regina George       | Nigeria  | 50,84    |
| 4     | Bianca Răzor        | Rumänien | 51,49    |
| 5     | Ashley Spencer      | USA      | 51,80    |
| 6     | Chiara Bazzoni      | Italien  | 52,11    |
| 7     | Tjipekapora Herunga | Namibia  | 52,28    |
| 8     | Patricia Hall       | Jamaika  | 52,62    |

### Halbfinallauf 2
11. August 2013, 20:13 Uhr
| Platz | Name                   | Nation                         | Zeit (s)                                     |
| ----- | ---------------------- | ------------------------------ | -------------------------------------------- |
| 1     | Christine Ohuruogu     | Großbritannien                 | 49,74                                        |
| 2     | Natasha Hastings       | USA                            | 49,94                                        |
| 3     | Novlene Williams-Mills | Jamaika                        | 50,34                                        |
| 4     | Libania Grenot         | Italien                        | 50,47 eigentlich für das Finale qualifiziert |
| 5     | Floria Gueï            | Frankreich                     | 51,42                                        |
| 6     | Kineke Alexander       | St. Vincent und die Grenadinen | 51,65                                        |
| 7     | Amy Mbacké Thiam       | Senegal                        | 52,37                                        |
| 8     | Agnė Šerkšnienė        | Litauen                        | 52,48                                        |

Im zweiten Halbfinale ausgeschiedene Läuferinnen:

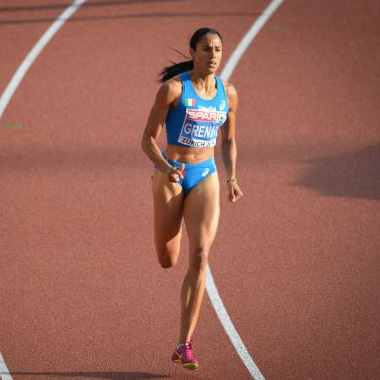
Libania Grenot wurde um die Finalteilnahme gebracht, weil eine gedopte Läuferin vor ihr lag
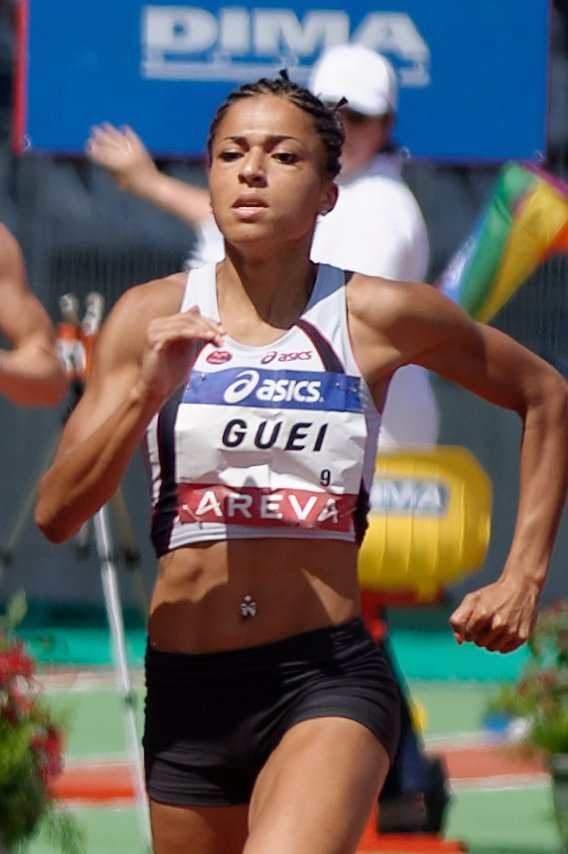
Floria Gueï Rang fünf in 51,42 s
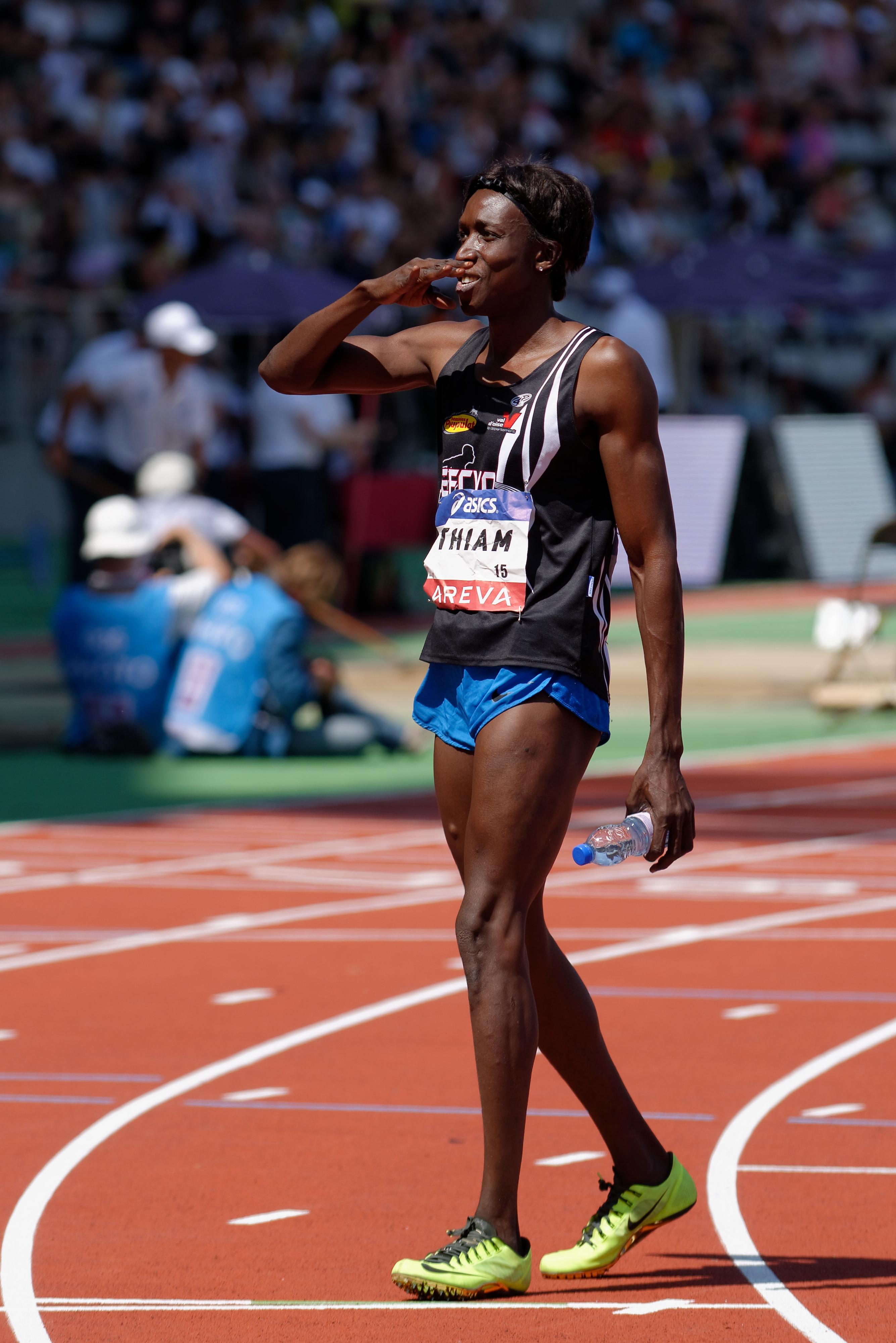
Amy Mbacké Thiam, Weltmeisterin von 2001 – Rang sieben in 52,37 s

### Halbfinallauf 3
11. August 2013, 20:21 Uhr
| Platz | Name                    | Nation      | Zeit (s)                        |
| ----- | ----------------------- | ----------- | ------------------------------- |
| 1     | Francena McCorory       | USA         | 49,86                           |
| 2     | Stephenie Ann McPherson | Jamaika     | 49,99                           |
| 3     | Natalija Pyhyda         | Ukraine     | 51,02                           |
| 4     | Marie Gayot             | Frankreich  | 51,54                           |
| 5     | Aauri Bokesa            | Spanien     | 51,94                           |
| 6     | Omolara Omotoso         | Nigeria     | 52,38                           |
| 7     | Esther Cremer           | Deutschland | 52,42                           |
| DOP   | Antonina Kriwoschapka   | Russland    | 49,99 für das Finale zugelassen |

Im ersten Halbfinale ausgeschiedene Läuferinnen:

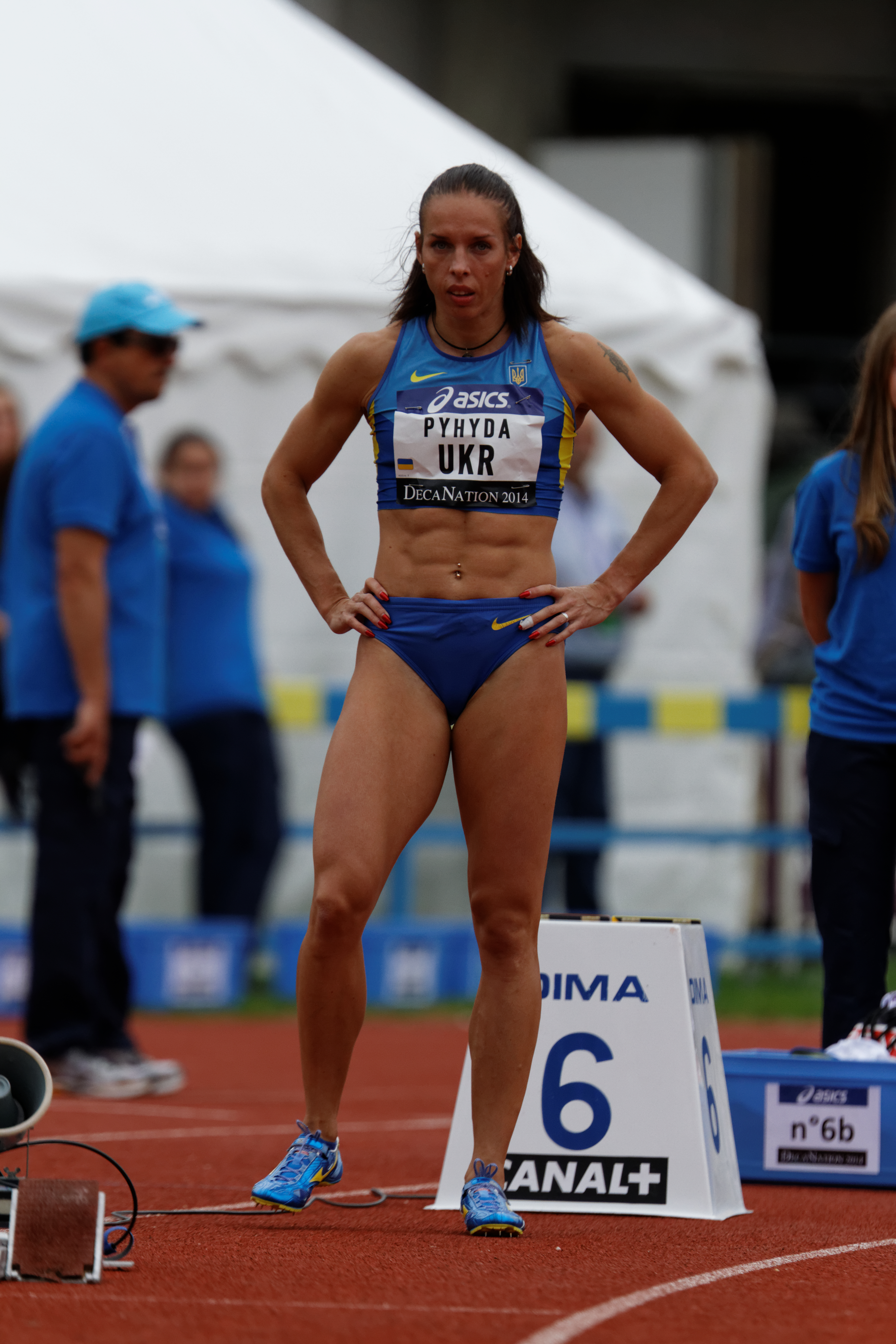
Natalija Pyhyda Rang drei in 51,02 s
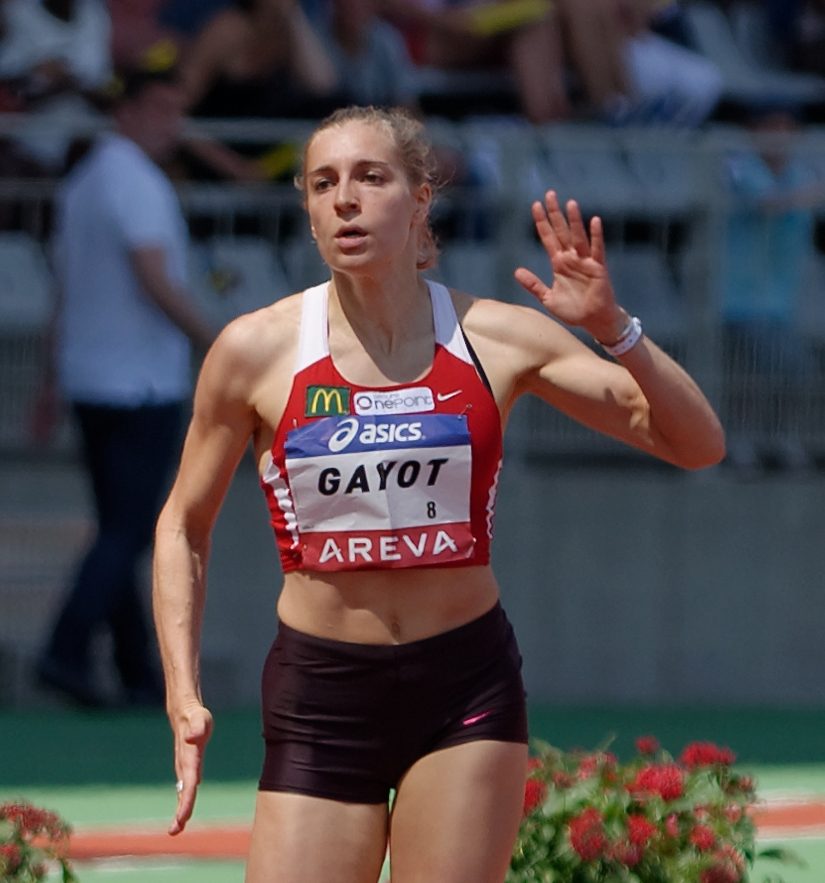
Marie Gayot Rang vier in 51,54 s
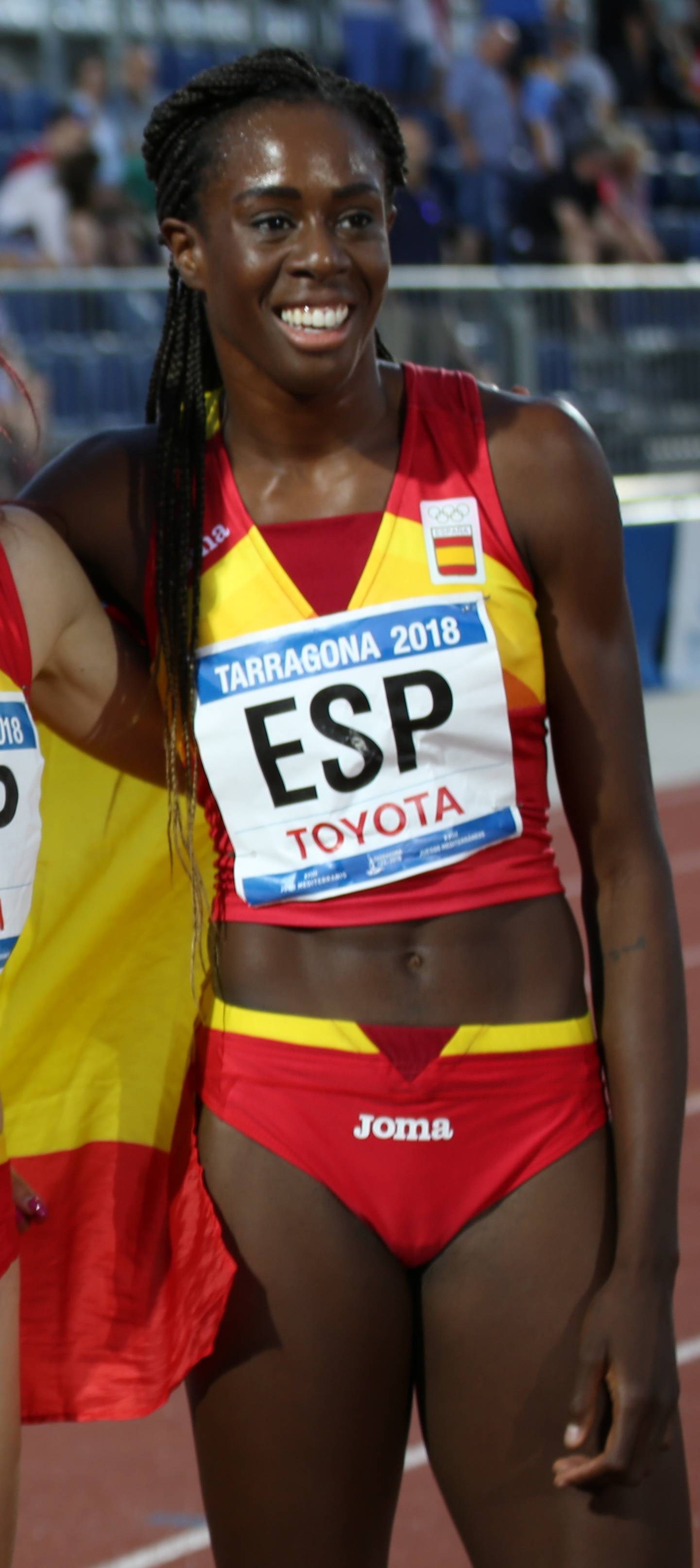
Aauri Lorena Bokesa Rang fünf in 51,94 s
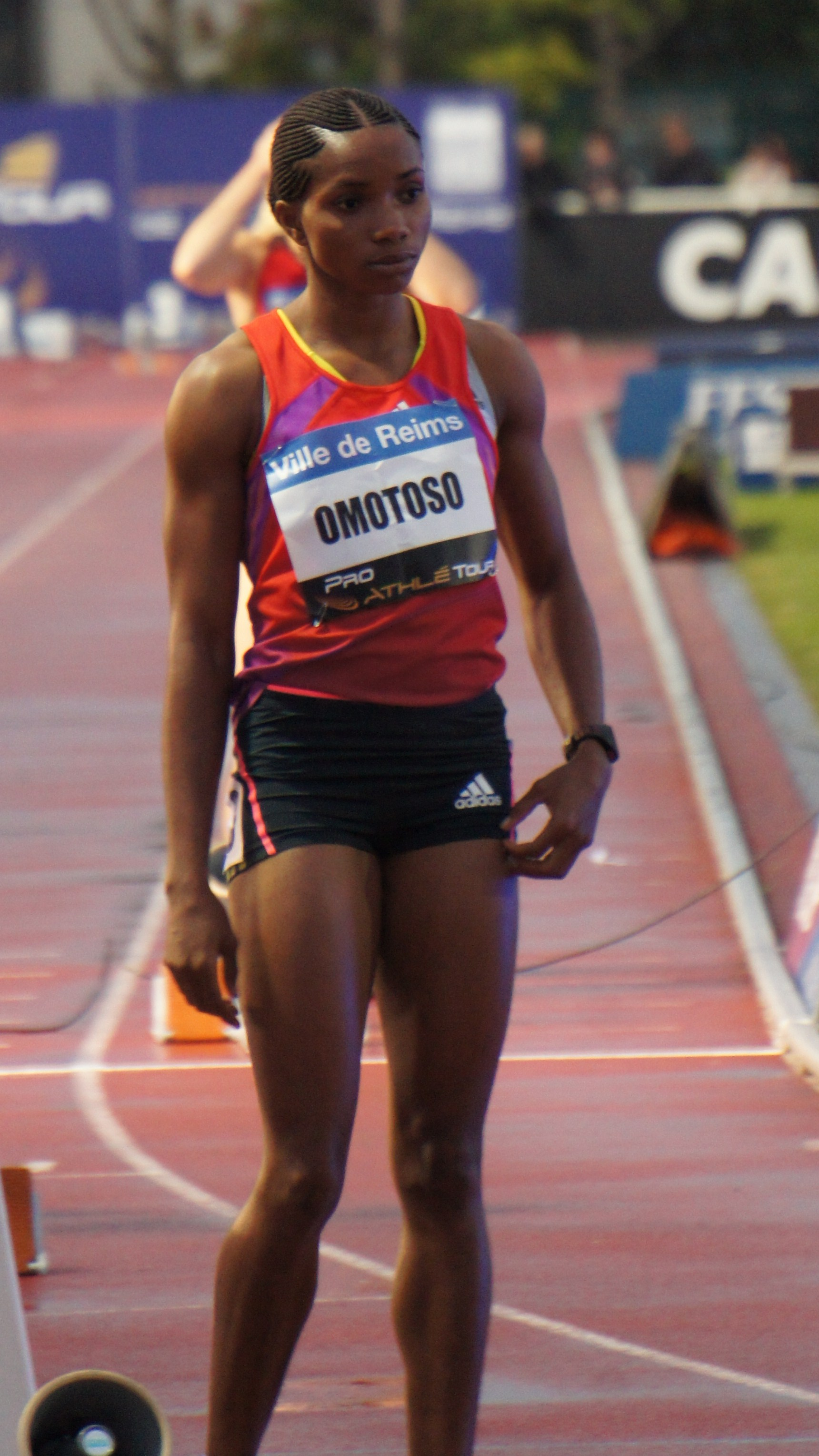
Omolara Omotoso Rang sechs in 52,38 s
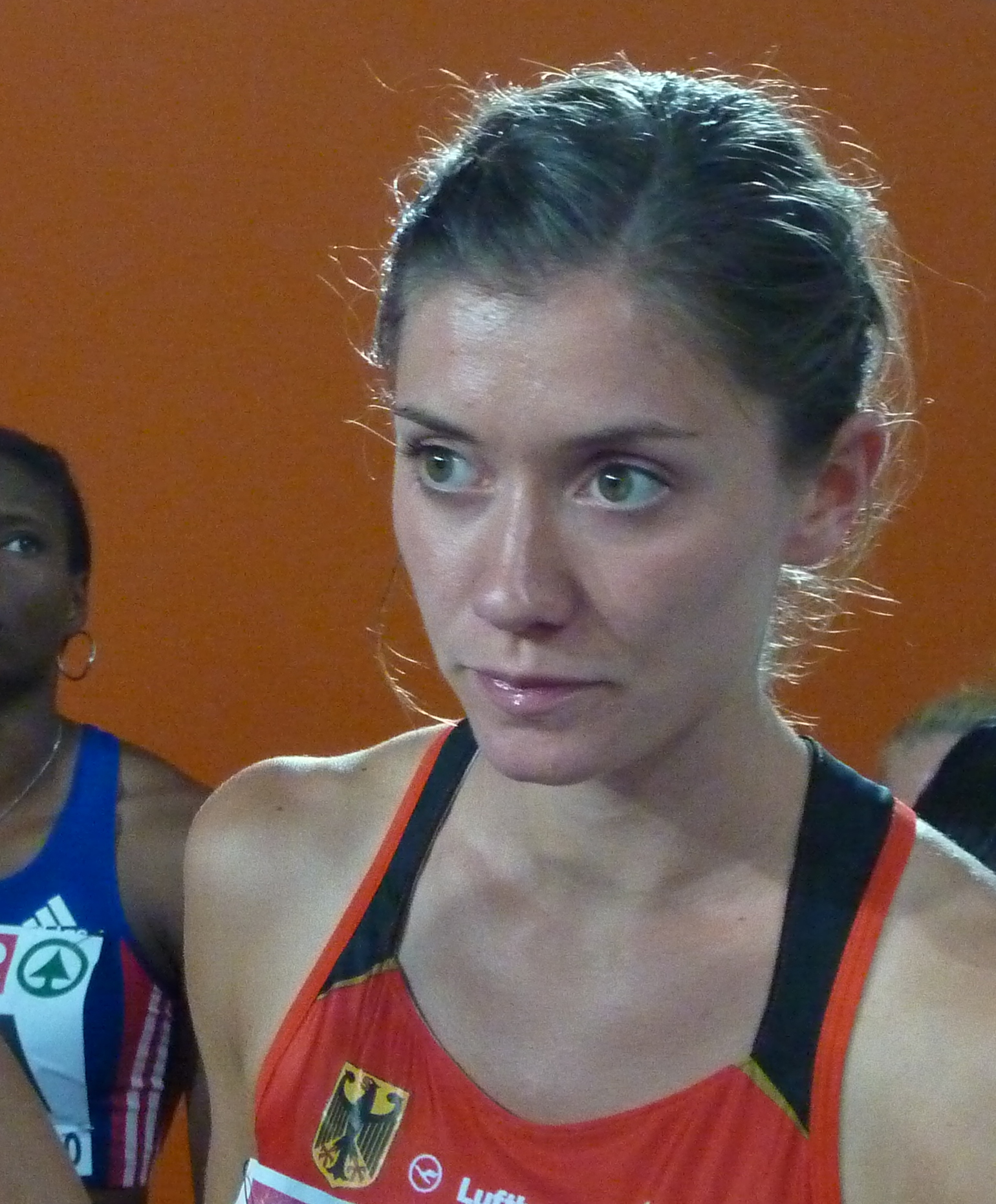
Esther Cremer Rang sieben in 52,42 s

## Finale

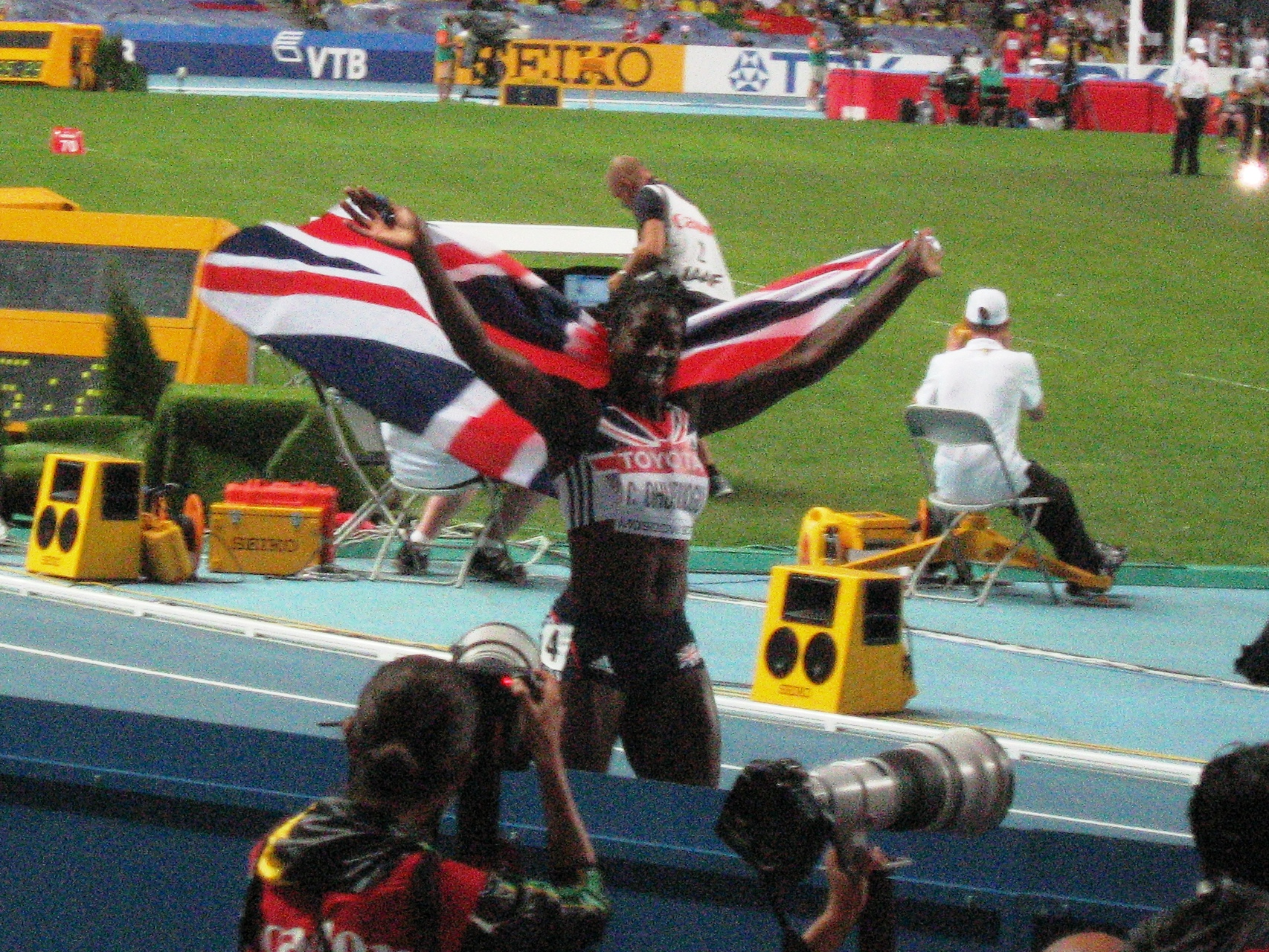
Christine Ohuruogu feierte ihren zweiten WM-Sieg nach 2007 und dem Olympiasieg 2008

12. August 2013, 21:15 Uhr
| Platz | Name                    | Nation         | Zeit (s) | 1000stel S (inoffiziell) |
| ----- | ----------------------- | -------------- | -------- | ------------------------ |
| 1     | Christine Ohuruogu      | Großbritannien | 49,41 NR | 49,404                   |
| 2     | Amantle Montsho         | Botswana       | 49,41    | 49,408                   |
| 3     | Stephenie Ann McPherson | Jamaika        | 49,99    |                          |
| 4     | Natasha Hastings        | USA            | 50,30    |                          |
| 5     | Francena McCorory       | USA            | 50,68    |                          |
| 6     | Xenija Ryschowa         | Russland       | 50,98    |                          |
| 7     | Novlene Williams-Mills  | Jamaika        | 51,49    |                          |
| DOP   | Antonina Kriwoschapka   | Russland       | 49,78    |                          |

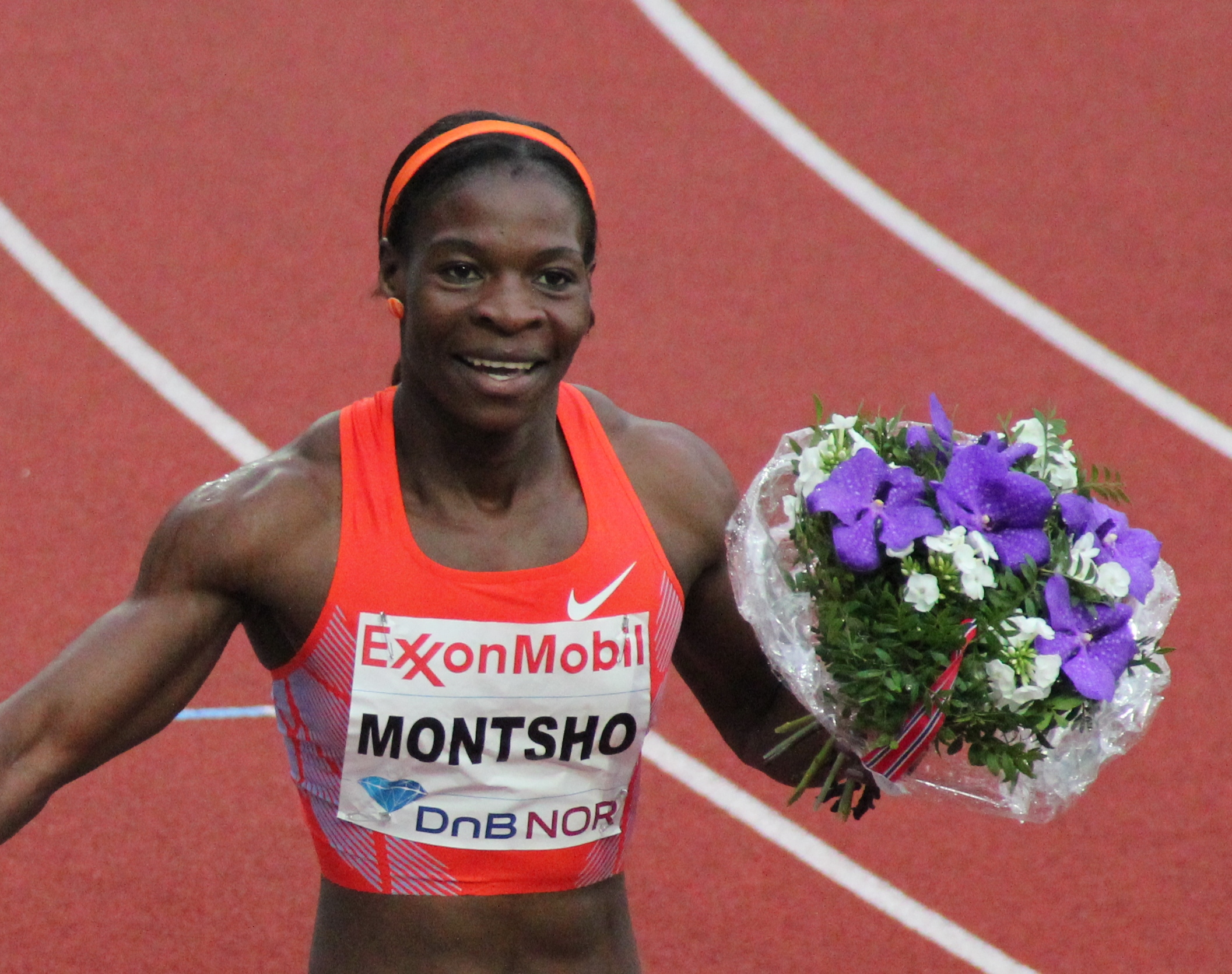
Amantle Montsho – 2011 Weltmeisterin mit drei Hundertstelsekunden Vorsprung und hier Vizeweltmeisterin mit vier Tausendstelsekunden Rückstand
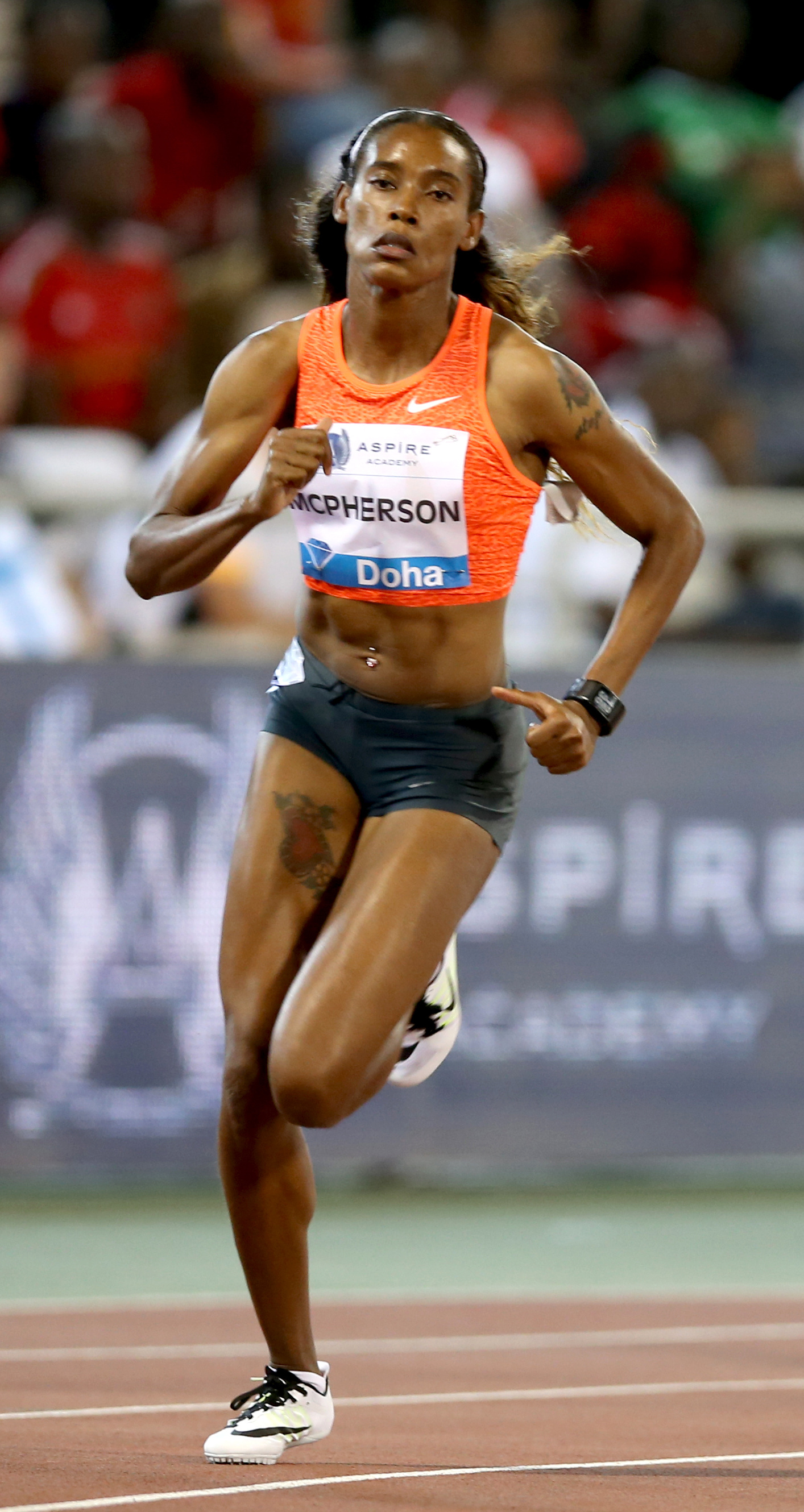
Erst lange nach diesen Weltmeisterschaften erhielt Stephenie Ann McPherson ihre Bronzemedaille, nachdem der ursprünglichen Dritten Dopingmissbrauch nachgewiesen wurde
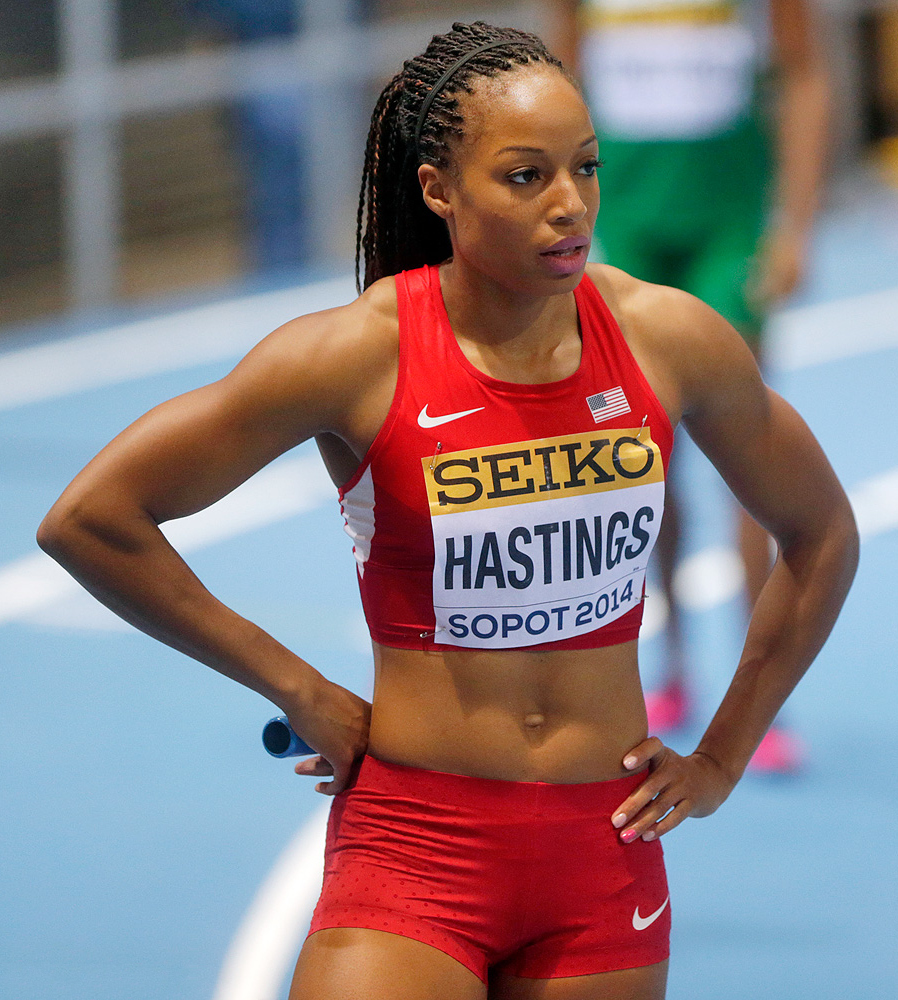
Die viertplatzierte Natasha Hastings erlief sich am Schlusstag als Mitglied mit der 4-mal-400-Meter-Staffel der USA noch WM-Gold
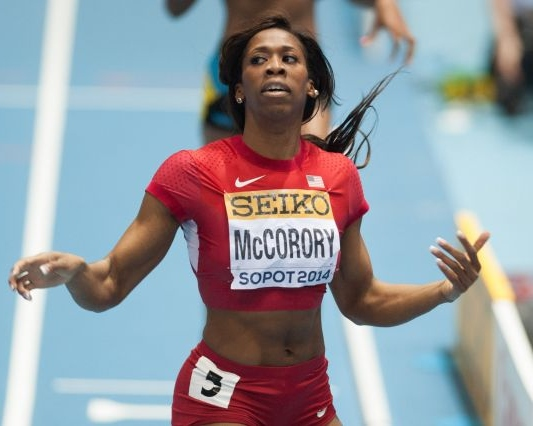
Francena McCorory belegte Rang fünf und kam wie Natasha Hastings am Schlusstag zu Staffelgold
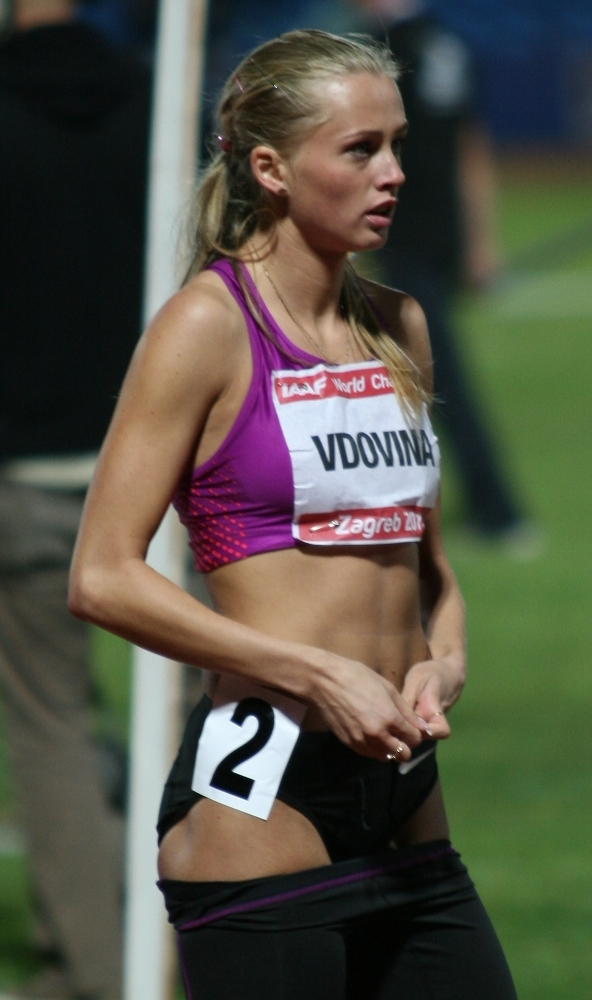
Xenija Ryschowa erreichte Platz sechs
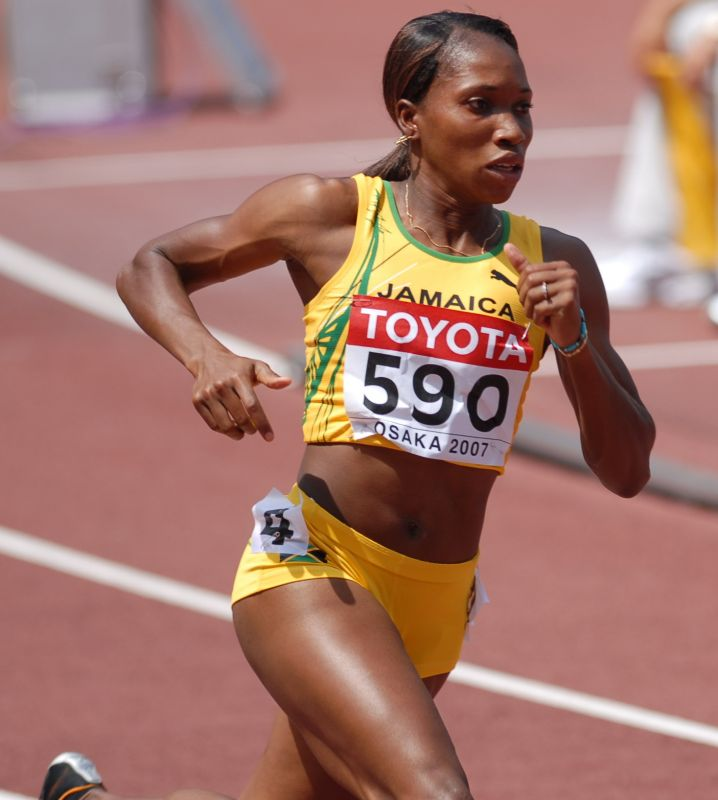
Rang sieben für Novlene Williams-Mills, WM-Dritte von 2007 und Gewinnerin einer Reihe von olympischen und WM-Staffelmedaillen
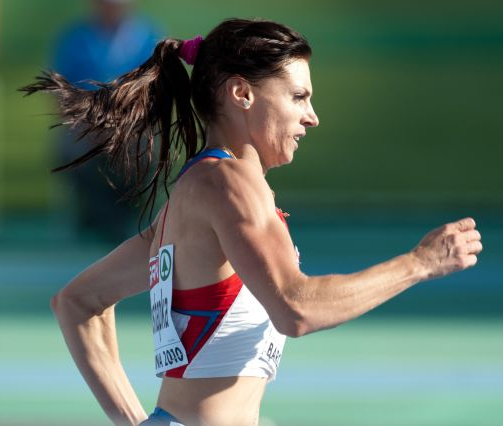
Antonina Kriwoschapka musste ihre hier zunächst erlaufene Bronzemedaille und auch das spätere Staffelgold zurückgeben, weil sie gedopt hatte

## Video
- IAAF Moscow 2013 Womens 400m Final Christine OHURUOGU Wins, youtube.com, abgerufen am 31. Januar 2021